# Yougoslavie aux Jeux olympiques d'hiver de 1928
Cet article contient des informations sur la participation et les résultats de la Yougoslavie aux Jeux olympiques d'hiver de 1928 à Saint-Moritz en Suisse. Elle était représentée par 6 athlètes. La délégation yougoslave n'a pas remporté de médailles.